# Polava
Polava nebo též Pólava, Polowa (na horním toku Hraniční potok, německy Pöhlbach) je potok pramenící v Německu, ale nedaleko českého Božího Daru. Po velkou část svého toku tvoří státní hranici mezi ČR a Německem. Za Vejprty se stáčí do Saska, kde se později za Wiesenbadem vlévá do říčky Sapavy. Délka potoka je 13,9 km a plocha povodí měří necelých 90 km². Průměrný spád toku je 2,9 %.
Na jeho březích na hranici leží Loučná pod Klínovcem, Unterwiesenthal (místní část Oberwiesenthalu), České Hamry, Nové Zvolání, Bärenstein a Vejprty.